# Nicholas Bjugstad
Nicholas Jay Bjugstad, dit Nick Bjugstad, (né le 17 juillet 1992 à Minneapolis dans l'État du Minnesota) est un joueur professionnel américain de hockey sur glace.

## Biographie

### Carrière en club
En 2008, il débute avec l'école de Blaine High. Lors du repêchage d'entrée dans la LNH 2010, il est choisi au premier tour, à la 19e place au total par les Panthers de la Floride. Le 6 avril 2013, il joue son premier match dans la Ligue nationale de hockey avec les Panthers face aux Capitals de Washington[réf. nécessaire].
Après six saisons et demi en Floride, il est échangé le 1er février 2019 aux Penguins de Pittsburgh en compagnie de Jared McCann  contre les joueurs Riley Sheahan et Derick Brassard ainsi que deux choix de second et de quatrième tours pour le repêchage 2019.
Le 11 septembre 2020, il est échanggé au Wild du Minnesota en retour d'un choix conditionnel de 7e tour en 2021.
Bjugstad rejoint les Oilers d'Edmonton avec le défenseur Cam Dineen le 2 mars 2023. En retour, les Coyotes reçoivent l'espoir Michael Kesselring à la défense et un choix de 3e tour en 2023.

### Carrière internationale
Il représente les États-Unis au niveau international. Il prend part aux sélections jeunes.

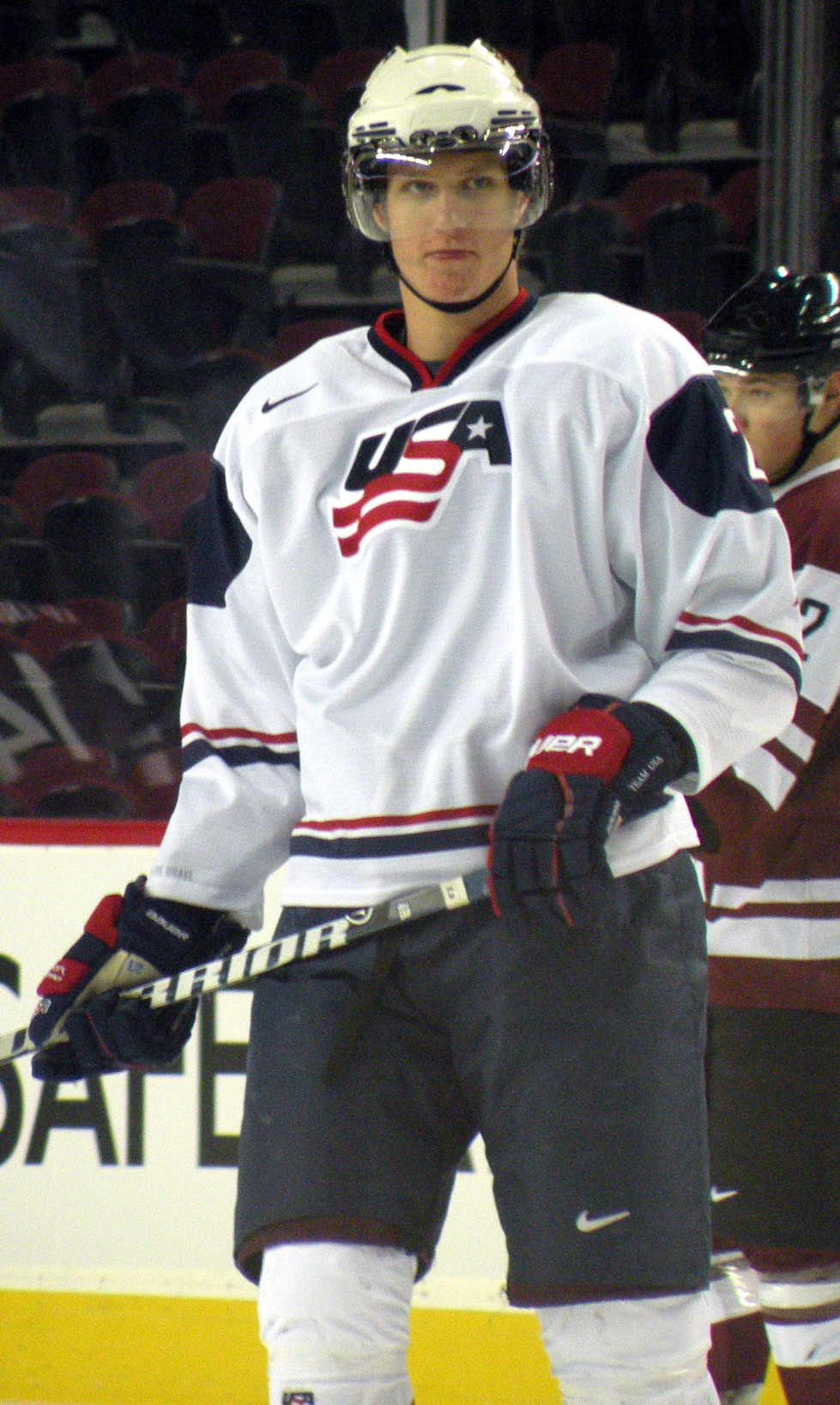
Avec l'équipe nationale.

## Statistiques

### En club
| Saison     | Équipe                       | Ligue      |     | Saison régulière | Saison régulière | Saison régulière | Saison régulière | Saison régulière |   | Séries éliminatoires | Séries éliminatoires | Séries éliminatoires | Séries éliminatoires | Séries éliminatoires |
| Saison     | Équipe                       | Ligue      | PJ  | B                | A                | Pts              | Pun              | PJ               | B | A                    | Pts                  | Pun                  |                      |                      |
| 2008-2009  | Blaine High                  | USHS       | 25  | 26               | 25               | 51               | -                | -                | - | -                    | -                    | -                    |                      |                      |
| 2009-2010  | Blaine High                  | USHS       | 25  | 29               | 31               | 60               | 24               | -                | - | -                    | -                    | -                    |                      |                      |
| 2009-2010  | Équipe des États-Unis 18 ans | USDP       | 4   | 0                | 0                | 0                | 0                | -                | - | -                    | -                    | -                    |                      |                      |
| 2010-2011  | Golden Gophers du Minnesota  | WCHA       | 29  | 8                | 12               | 20               | 51               | -                | - | -                    | -                    | -                    |                      |                      |
| 2011-2012  | Golden Gophers du Minnesota  | WCHA       | 40  | 25               | 17               | 42               | 28               | -                | - | -                    | -                    | -                    |                      |                      |
| 2012-2013  | Golden Gophers du Minnesota  | WCHA       | 40  | 21               | 15               | 36               | 28               | -                | - | -                    | -                    | -                    |                      |                      |
| 2012-2013  | Panthers de la Floride       | LNH        | 11  | 1                | 0                | 1                | 2                | -                | - | -                    | -                    | -                    |                      |                      |
| 2013-2014  | Panthers de la Floride       | LNH        | 76  | 16               | 22               | 38               | 16               | -                | - | -                    | -                    | -                    |                      |                      |
| 2014-2015  | Panthers de la Floride       | LNH        | 72  | 24               | 19               | 43               | 38               | -                | - | -                    | -                    | -                    |                      |                      |
| 2015-2016  | Panthers de la Floride       | LNH        | 67  | 15               | 19               | 34               | 41               | 5                | 2 | 2                    | 4                    | 2                    |                      |                      |
| 2016-2017  | Panthers de la Floride       | LNH        | 54  | 7                | 7                | 14               | 22               | -                | - | -                    | -                    | -                    |                      |                      |
| 2017-2018  | Panthers de la Floride       | LNH        | 82  | 19               | 30               | 49               | 41               | -                | - | -                    | -                    | -                    |                      |                      |
| 2018-2019  | Panthers de la Floride       | LNH        | 32  | 5                | 7                | 12               | 16               | -                | - | -                    | -                    | -                    |                      |                      |
| 2018-2019  | Penguins de Pittsburgh       | LNH        | 32  | 9                | 5                | 14               | 14               | 4                | 0 | 0                    | 0                    | 2                    |                      |                      |
| 2019-2020  | Penguins de Pittsburgh       | LNH        | 13  | 1                | 1                | 2                | 8                | -                | - | -                    | -                    | -                    |                      |                      |
| 2020-2021  | Wild du Minnesota            | LNH        | 44  | 6                | 11               | 17               | 17               | 6                | 1 | 0                    | 1                    | 2                    |                      |                      |
| 2021-2022  | Wild du Minnesota            | LNH        | 57  | 7                | 6                | 13               | 20               | -                | - | -                    | -                    | -                    |                      |                      |
| 2022-2023  | Coyotes de l'Arizona         | LNH        | 59  | 13               | 10               | 23               | 26               | -                | - | -                    | -                    | -                    |                      |                      |
| 2022-2023  | Oilers d'Edmonton            | LNH        | 19  | 4                | 2                | 6                | 8                | 12               | 3 | 0                    | 3                    | 16                   |                      |                      |
| 2023-2024  | Coyotes de l’Arizona         | LNH        | 76  | 22               | 23               | 45               | 59               | -                | - | -                    | -                    | -                    |                      |                      |
| 2024-2025  | Club de hockey de l'Utah     | LNH        | 66  | 8                | 11               | 19               | 16               | -                | - | -                    | -                    | -                    |                      |                      |
| Totaux LNH | Totaux LNH                   | Totaux LNH | 760 | 157              | 173              | 330              | 344              | 27               | 6 | 2                    | 8                    | 22                   |                      |                      |

### En équipe nationale
| Année | Compétition                 |    | PJ | B | A | Pts | Pun | +/-                |  | Résultat |
| 2011  | Championnat du monde junior | 6  | 2  | 2 | 4 | 0   | +2  | Médaille de bronze |  |          |
| 2012  | Championnat du monde junior | 6  | 4  | 2 | 6 | 0   | +3  | 7e place           |  |          |
| 2013  | Championnat du monde        | 10 | 0  | 2 | 2 | 0   | -2  | Médaille de bronze |  |          |
| 2017  | Championnat du monde        | 8  | 1  | 3 | 4 | 4   | +6  | 5e place           |  |          |